# Karel III van Lalaing

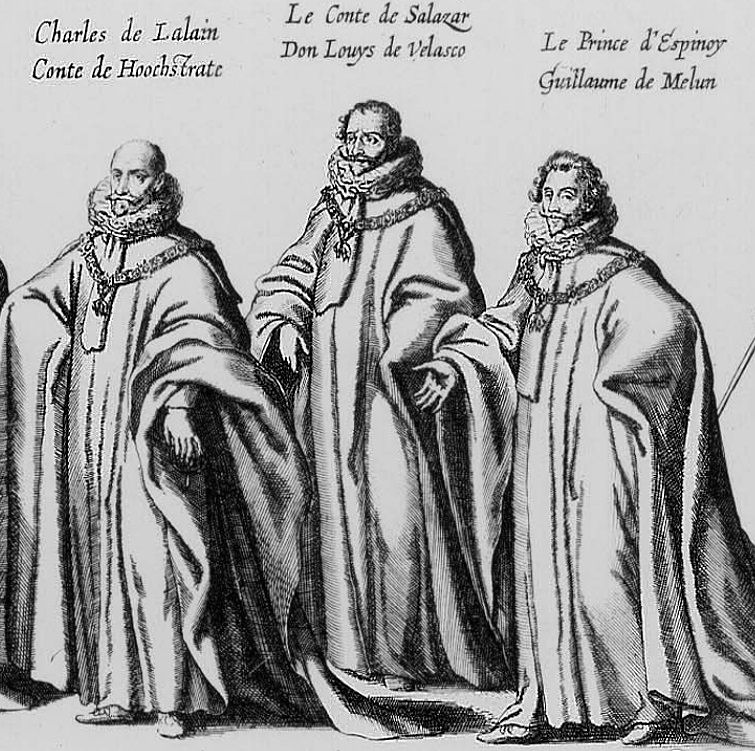
Karel van Lalaing tijdens de begrafenis van Albrecht van Oostenrijk, Brussel 1622

Karel III van Lalaing, baron van Achicourt en zesde graaf van Hoogstraten (ca. februari 1567 – Arras, 3 oktober 1626) was een Zuid-Nederlands edelman uit het Huis Lalaing.

## Levensloop
Hij was de zoon van Antoon II van Lalaing (1533-1568) en Eleonora van Montmorency. George van Lalaing was zijn oom. Hij werd pas laat in zijn leven tot graaf verheven (1613) omdat hij werd voorafgegaan door zijn oudere broer Willem en door diens zoon Antoon III. Pas na de dood van Antoon III in 1613 erfde hij als nonkel van deze laatste de titel graaf van Hoogstraten.
Hij trouwde in 1607 met Alexandrine de Langlée en werd opgevolgd door zijn zoon Albert de Lalaing, zevende graaf van Hoogstraten.
Tijdens zijn leven was hij gouverneur in dienst van de Spaanse kroon. Hij was een ervaren krijgsman en politicus. Hij was stadhouder en kapitein-generaal van Doornik en het Doornikse (1615-1624) en van Artesië. Hij nam in 1621 deel aan de plechtige begrafenis van landvoogd Albrecht van Oostenrijk als ridder van het Gulden Vlies.
Hij is overleden in Arras en begraven in de Sint-Katharinakerk van Hoogstraten.

## Voetnoten
1. ↑  Nobiliaire des Pays-Bas et du Comté de Bourgogne, vol. I, 1870, p. 1169
2. ↑  Lalaing (famille de), Villes et villages de la vallée de la Haine (bezocht 20 april 2023). Gearchiveerd op 6 juni 2023.
3. ↑  Arnout van Cruyningen, Stadhouders in de Nederlanden: van Holland tot Vlaanderen 1448-1879, 2017, p. 138